# Euonymus yakushimensis
Euonymus yakushimensis är en benvedsväxtart som beskrevs av Tomitaro Makino. Euonymus yakushimensis ingår i släktet Euonymus och familjen Celastraceae. Inga underarter finns listade.